# Olivier de Funès
Olivier de Funès, właśc. Olivier Pierre de Funès de Galarza (ur. 11 sierpnia 1949 w Paryżu) – francuski aktor, scenarzysta i pilot cywilny.

## Życiorys
Najmłodszy syn aktora Louisa de Funèsa i Jeanne de Funès. Po zakończeniu kariery filmowej został pilotem francuskich linii lotniczych Air France.
Żonaty z Dominique Watrin; mają troje dzieci – Julię, Charlesa i Adriena.

## Filmografia

### Aktor
- 1965: Fantomas wraca (Fantômas se déchaîne) jako Michou
- 1966: Sławna restauracja (Le Grand restaurant) jako Marmiton Louis
- 1967: Wielkie wakacje (Les Grandes vacances) jako Gérard Bosquier
- 1969: Hibernatus jako Didier de Tartas
- 1970: Człowiek orkiestra (L’Homme orchestre) jako Philippe Evans
- 1971: Zawieszeni na drzewie (Sur un arbre perché) jako autostopowicz

### Scenarzysta
- 2003: Louis De Funès, la comédie humaine
- 2015: Były sobie człowieki (Pourquoi j'ai pas mangé mon père)